# Solimbergo
Solimbergo (in friulano Solomberc) è una frazione del comune italiano di Sequals, in provincia di Pordenone.

## Geografia fisica
Solimbergo si trova a circa 2 km a nord-ovest di Sequals, su un territorio pianeggiante tra il torrente Meduna a ovest, la Val Meduna a nord e una serie di colline moreniche a sud.

## Storia

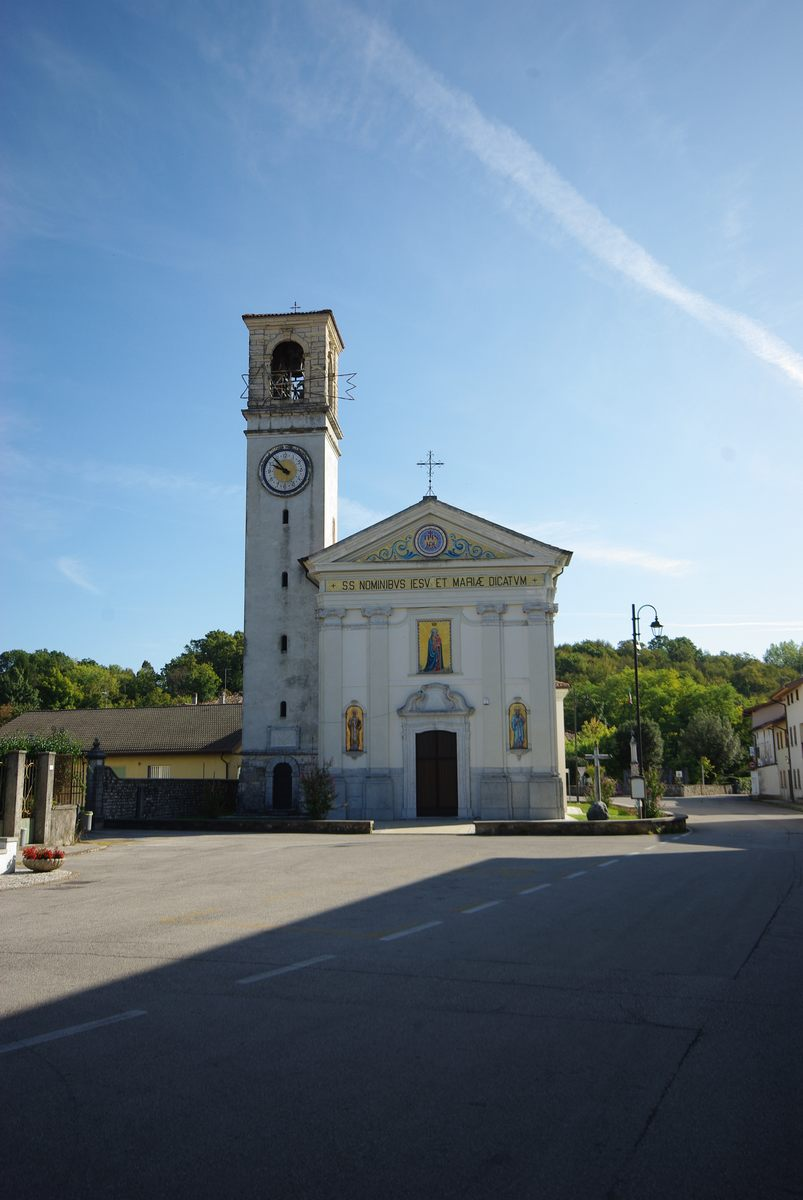
Chiesa dei Santi Nomi di Gesù e Maria

Borgo di origini Alto-medioevali il cui toponimo deriva dal tedesco antico "Schönberc" è ricordato per la prima volta in un atto di donazione di Almerico di Castelnovo a Romolo, Vescovo di Concordia, del 1196. In cambio, il Vescovo e il Patriarca Pellegrino, investirono Almerico di metà del colle per completare un castello precedentemente iniziato dal nome "Sonemberg".
Nella Bolla di Papa Urbano non viene citato, mentre viene nominato "calstellari uno ubi est ecclesia S.Danielis".
Questa chiesetta di cui oggi non sono ancora emerse le tracce, era la cappella del castello.
Nel XIII secolo fu giurisdizione dei nobili che da esso si nominavano che tennero il castello sino al 1341, quando passò definitivamente ai conti di Spilimbergo.
La prima relazione scritta relativa a Solimbergo data del 10 gennaio 1606. Redatta dal podestà Leonardo Avon, descrive un borgo composto da 82 anime divise in 9 case con 89 animali, 329 pecore e 63 capre.
Nel 1706 una testimonianza del Podestà Mander Giovanni racconta che i beni comunali di Solimbergo e Sequals sono miserrimi, infatti, a causa della povertà (molte abitazioni avevano il tetto di paglia) molti solimberghesi emigravano a Venezia come terrazzieri, portavano con loro gli strumenti di lavoro e la materia prima da utilizzare (in particolare i sassi del vicino torrente Meduna) per lavorare i terrazzi veneziani. Generazioni intere ebbero modo di farsi valere per il loro talento nella città lagunare. In particolare Giuseppe Crovato fu terrazziere del Palazzo Ducale e Romualdo Mander mosaicista di San Marco.
Sempre da un documento del '700, emerge che i solimberghesi erano, inoltre, dispensati dal servizio militare perché in passato avevano contribuito a costruire la fortezza di Palmanova e non avevano neppure l'obbligo di denunciare le armi possedute.
Il 6 maggio 1976 Solimbergo fu colpito e danneggiato dal violento terremoto, gli edifici (soprattutto quelli in sasso) furono gravemente colpiti e il campanile dovette essere abbattuto.

## Cultura

### Eventi e festività
- 5 Gennaio: falò
- 25 Aprile: Festa della porchetta
- Estate: Marcia non competitiva "Zilli Day" e lucciolata per Via di Natale
- 15 Agosto: Festa della porchetta
- 1 Novembre: Castagnata
- 8 Dicembre: Festa dell'Immacolata Concezione

## Strutture e servizi
- Campo da tennis
- Parco giochi
- Centro Sociale

## Monumenti e luoghi d'interesse
- Chiesa dei Santi Nomi di Gesù e Maria
- Rovine del castello di Solimbergo[6][7][8][9]
- Percorsi ciclopedonali
- Monumento ai caduti
- Edicole votive sparse nella campagna

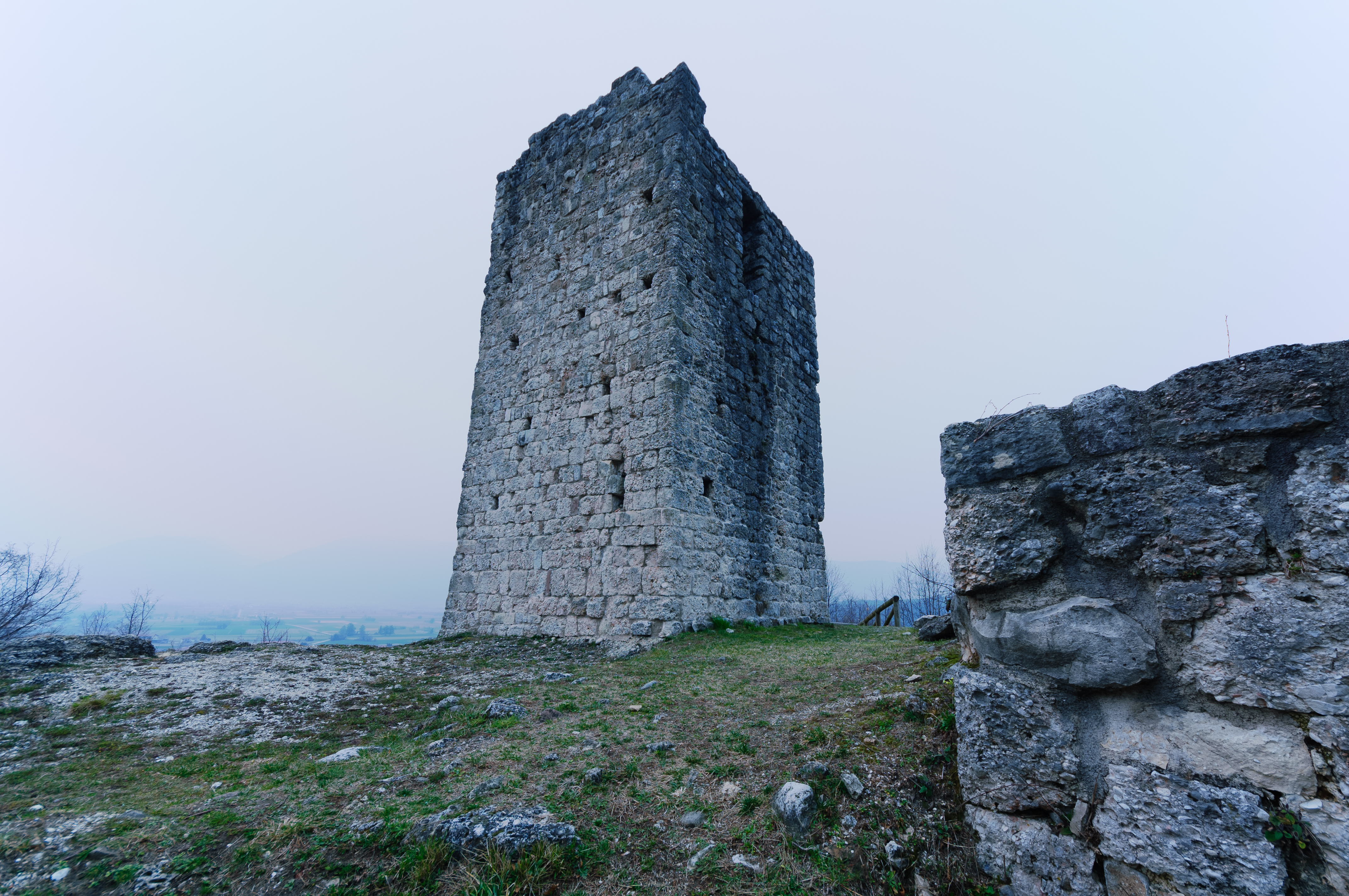
Parte del castello